# سومیره ساتو
سومیره ساتو (佐藤 すみれ) خواننده و بازیگر ژاپنی است. او فعالیت هنری خود را به عنوان عضو گروه دخترانه ای‌کی‌بی ۴۸ آغاز کرد و سپس به SKE48، گروه خواهر آن، منتقل شد. در سال ۲۰۱۶، او در یک فیلم اکشن لایو-اکشن بر اساس مانگای دخترک کبریت‌فروش اثر سانامی سوزوکی ایفای نقش کرد.

## پیشه
ساتو فینالیست مورنینگ موسومه بود.
یتنبرش نیگوسیه در ۲۰ دسامبر ۲۰۰۸ به عنوان یکی از اعضای نسل هفتم کارآموزان (کن کوسیه) به گروه ای‌کی‌بی ۴۸ پیوست. اولین حضور او در یک تک‌آهنگ ای‌کی‌بی ۴۸ در ترک B-side (تیم بی) (رودخانه) به نام (کیمی نو کوتو گا سوکی داکارا) بود که در آن به عنوان بخشی از گروه آندرگرلز اجرا داشت.
او به عضویت کامل در ای‌کی‌بی ۴۸ ارتقا یافت.
در ۲۰ اوت ۲۰۰۹، او در تور سراسری و انتخابات شرکت کرد. سپس در ۷ دسامبر ۲۰۰۹، به آژانس هوریپرو ملحق شد. اولین تکآهنگ A-side او برای این گروه، شانس نه جنبان بود. سرانجام در ۲۱ مه ۲۰۱۰، او در جابجایی تیم‌ها (شافل) به تیم B ارتقا یافت.
در ۲۵ آوریل ۲۰۱۴، او به تیم E SKE48 منتقل شد.
در ۷ ژانویه ۲۰۱۸، او از تیم Eِ SKE48 فارغ‌التحصیل شد و سپس از صنعت سرگرمی کناره‌گیری کرد. اما در ژوئن همان سال، به‌عنوان یک خالق مستقل فعالیت خود را از سر گرفت.

## زندگی خصوصی
در اول ژانویه ۲۰۲۱، ساتو با کیکبوکسر ریو آیتاکا ازدواج کرد و همزمان بارداری خود را اعلام نمود. او سپس در ۲۴ ژوئن همان سال، اولین فرزندشان به نام هینانو (دختر) را به دنیا آورد. در ادامه، در ۶ سپتامبر ۲۰۲۳ نیز دومین فرزندشان به نام ریتسو (پسر) متولد شد.

## دیسکوگرافی
الگو:AKB48

### انفرادی

#### AKB48 A-Sides
- شانس نه جنبان
- هر روز، کاچوشا
- اوه کارا ماریکو

#### AKB48 B-Sides
- کیمی نو کوتو گا سوکی داکارا (رودخانه)
- Nusumareta Kuchibiru (دم اسبی تا چوچو)
- بازی Namida no Seesaw (چرخش سنگین)
- خواهران یاسایی (چرخش سنگین)
- Boku Dake بدون ارزش (مبتدی)
- عشق پرش (شانس بدون جنبان)
- گوزن نو جوجیرو (ساکورا نو کی نی نارو)
- یانکی سول (هر روز، کاچوشا)
- داکیشیمچایکنای (Flying Get)
- سیشون به کیزوکانای ماما (Flying Get)
- یاسای اورانای (Flying Get)
- کیمی نو سناکا (کازه و فوئیتیرو)
- نوئل نو یورو (اوه کارا ماریکو)
- Yobisute Fantasy (Ue kara Mariko)
- کشتی جدید (به من پنج بده!)
- میتسو نو نامیدا(Manatsu no Sounds Good!)
- نمایش مبارزه! (چک گینگهام)
- کودوکو نا هوشیزورا (Uza)

### آلبوم‌های AKB48
- جیبون راشیسا ( کامیکیوکوتاچی)
- مجموعه Wagamama (کوکو نی ایتا کوتو)

## ظواهر
الگو:SKE48

### کنسرت‌ها
- Coco Smile Family Concert Volume 2: Legend (8 ژانویه ۲۰۰۶)
- پایان سال شکرگزاری: ما AKB را به هم می‌زنیم! به SKE نیز احترام بگذارید (۲۰ دسامبر ۲۰۰۸)
- لیست ساعت درخواست AKB48 Best 100 2009 (18 ژانویه ۲۰۰۹)
- تور AKB48 Bunshin no Jutsu (15 اوت ۲۰۰۹)
- AKB48 Natsu no Saruobasan Matsuri (13 سپتامبر ۲۰۰۹)
- کنسرت AKB48 نیویورک در تالار وبستر (۲۷ سپتامبر 2009)[۹]
- جشنواره فرهنگ جی پاپ، جاکارتا (فوریه ۲۰۱۲)

### موزیکال
- Coco Smile 3: Nijiiro no Melody (18–22 اوت ۲۰۰۴)
- Coco Smile 4: Kinsei no Stage (24-28 اوت ۲۰۰۵)
- Happa no Freddie Inochi no Tabi (ژوئیه ۲۰۰۶ - اوت ۲۰۰۶)
- Happa no Freddie Inochi no Tabi (ژوئیه ۲۰۰۷ - اوت ۲۰۰۷)
- Coco Smile 4: Kinsei no Stage (14 اوت ۲۰۰۸–۱۹ اوت ۲۰۰۸)
- پیتر پن - وندی عزیز (۲۰۱۲–۲۰۱۵)

### درام
- Majisuka Gakuen (لحظه کوتاه در قسمت آخر)
- Majisuka Gakuen 2 (15 آوریل - ۱ ژوئیه ۲۰۱۱، به عنوان Sanshoku)

### انیمه
- AKB0048 (29 آوریل ۲۰۱۲–۲۲ ژوئیه ۲۰۱۲) به عنوان Mimori Kishida.
- AKB0048 مرحله بعدی (۴ ژانویه ۲۰۱۳–۳۰ مارس ۲۰۱۳) به عنوان Mimori Kishida/Shinoda Mariko The 8th.

### فیلم‌ها
- Ultraman Saga (24 مارس ۲۰۱۲، در نقش لیزا)
- دختر کبریت کوچولو